# Дівчина-безручка
«Дівчина-безручка» (нім. Das Mädchen ohne Hände) — казка, опублікована братами Грімм у збірці «Дитячі та сімейні казки» (1812, том 1, казка 31). Згідно з класифікацією казкових сюжетів Аарне-Томпсона має номер 706. Казка багато разів редагувалася братами Грімм, фінальна ж версія оповідки вийшла у сьомому виданні збірки «Дитячі та сімейні казки» (1857).
2014 року вийшов однойменний французький анімаційний фільм — «Дівчина-безручка» (фр. La Jeune Fille sans mains).

## Сюжет
Один млинар все біднів і біднів і одного дня зустрів в лісі чорта, який обіцяв його збагатити, якщо через три роки той віддасть йому те, що стоїть за його млином. Млинар погодився, думаючи що мова йшла про яблуню, яка там росла. Коли млинар повернувся додому і розповів про це дружині, та злякано вигукнула, що чорт насправді мав на увазі їхню дочку, яка якраз тоді підмітала подвір'я.
Три роки дочка жила побожно і не знала гріха. Коли настав час, коли чорт мав з'явитися по неї, вона вмилася і намалювала крейдою навколо себе коло. Чорт не міг до неї підійти, тому зажадав від млинаря, аби той відрубав їй руки, в іншому разі він забере його з собою. Переляканий млинар виконав наказ, однак чорту так і не вдалося добратися до неї та він втратив над нею владу.  
Млинар обіцяв дочці, що тепер все життя буде її доглядати та леліяти, але вона постановила залишити родинну домівку. Мандрувала день і ніч аж дійшла до королівського палацу, де росли фруктові дерева, але вона не могла до них дістатися, адже їх оточував рів з водою. Почала молитися. Тоді прийшов янгол, який перекрив шлюзи, щоб дівчина могла пройти до саду.
Дівчина з'їла грушку й, утихомиривши голод, сховалась за кущем. Все на власні очі бачив садівник, який через янгола думав, що до саду навідався привид. Садівник повідомив про це короля, який разом із садівником і священником вирішив дочекатися ночі, аби теж побачити привида. Коли надійшла ніч, дівчина вийшла з-за куща і знову з'їла грушку.
Король заговорив до неї, і переконавшись, що вона не привид, а нещасна дівчина, вирішив її прихистити. Відтоді дівчина жила у замку й оскільки вона була гарною та доброю, король закохався у неї та невдовзі зробив її своєю королевою. Також звелів зробити їй руки зі срібла. 
Одного дня, коли король перебував поза межами замку, дівчина народила дитину. Мати короля відразу написала про цю радісну новину своєму сину, але чорт, який хотів нашкодити дівчині, підмінив лист на такий, я якому було написано, що королева народила виродка. Король отримав лист і сильно засумував, але відписав, щоб берегли й  піклувалися про них до його повернення. Але чорт знову підмінив лист, в якому був тепер наказ їх вбити.
Мати короля здивувалася отриманим листом і бажаючи врятувати свою синову, наказала їй забрати дитину і тікати з замку. Дівчина почала мандрівку лісом. Коли втомилася, почала молитися і тоді янгол завів її до  хатки в лісі, на який яснів  напис : «Тут усяк живе вільно». З будинку вийшла білосніжна діва, янгол, посланий Богом, щоб піклувалася про неї та дитину. так дівчина прожила в хатині сім років. 
Тим часом король повернувся до замку і про все довідавшись, постановив, що не спочине поки не знайде свою кохану дружину і дитину. Сім років шукав він їх скрізь, поки не натрапив на хатину з написом:  «Тут усяк живе вільно». Біла діва запросила його до хатини, де на нього чекала його дружина з дитиною. Волею Божою у дівчини знову відросли руки. І вирушили вони додому, де влаштували ще раз весілля і жили радісно й щасливо. 